# Engadget

Logotyp

Engadget är en flerspråkig teknikinriktad blogg. Engadget har för närvarande nio separata webbplatser.

## Utmärkelser
- Engadget vann 2007 Weblog Award(en) för Tech webbplatser.